# Sam Wagstaff
Samuel Jones Wagstaff Jr., född 4 november 1921 i New York, död 14 januari 1987 i New York, var en amerikansk museiföreståndare och konstsamlare. Wagstaff sålde sin fotografiska samling till J. Paul Getty Museum för 5 miljoner dollar år 1985.